# Bộ quần áo mới của hoàng đế
"Bộ quần áo mới của hoàng đế" (tiếng Đan Mạch: Kejserens nye Klæder) là một truyện ngắn của nhà văn Hans Christian Andersen về việc hai người thợ dệt hứa với vị hoàng đế là sẽ dệt cho ông một bộ y phục mà khi ông mặc vào thì những kẻ ngu ngốc, bất tài hoặc bất xứng với địa vị của họ sẽ không thể nhìn thấy.
Khi hoàng đế mặc bộ y phục mới này đi diễu hành trước đám quần thần thì không ai dám nói rằng họ chẳng nhìn thấy bộ quần áo nào, cho tới khi một đứa bé kêu lên "Nhưng ông ấy có mặc quần áo nào đâu".
Truyện này đã được dịch sang hơn một trăm ngôn ngữ khác nhau và cũng được chuyển thể sang nhiều thể loại khác nhau trong đó có phim, phim hoạt hình, kịch, nhạc kịch, ballet và ca khúc.

## Cốt truyện
Ngày xưa có một vị hoàng đế rất thích mặc quần áo đẹp nên đã chi nhiều tiền để may các bộ y phục đẹp nhằm chưng diện. Mỗi giờ ông đều mặc một áo dài khác nhau.
Hoàng đế cư ngụ ở một kinh đô lớn, hàng ngày có rất nhiều khách nước ngoài lui tới. Một ngày kia có hai tên lừa đảo - làm ra vẻ là thợ dệt - tới nói rằng chúng biết dệt một thứ vải rất đẹp. Không chỉ màu sắc và hoa văn hết sức đẹp, mà những quần áo may bằng vải này có một đặc tính kỳ lạ, là chúng trở nên vô hình đối với những kẻ không xứng với chức vụ của mình, cũng như những kẻ quá ngu xuẩn.
Hoàng đế tin lời hai kẻ lừa đảo này nên cho chúng rất nhiều tiền và cung cấp tơ lụa cũng như sợi vàng để chúng dệt vải may trang phục cho mình.
Hai kẻ lừa đảo mua 2 khung dệt, ngồi giả vờ làm các thao tác ra vẻ đang bận rộn dệt vải. Ít hôm sau hoàng đế sai viên quan thân tín của mình tới xem việc dệt vải đã tiến hành tới đâu và vải dệt có đẹp không. Viên quan già tới phòng dệt, thấy 2 tên lừa đảo này đang ngồi giả vờ dệt trước 2 khung dệt. Chúng mời ông tới gần khung dệt và hỏi: "Ngài thấy vải này có đẹp không ?". Ông mở to mắt nhìn mà không thấy vải nào, chỉ thấy 2 khung dệt trống rỗng, nhưng không dám nói ra. Ông nghĩ bụng: Trời ơi ! Chắc ta không xứng với chức vụ hoặc quá ngu xuẩn, nên không nhìn thấy vải. Ông bèn giả vờ làm ra vẻ nhìn thấy vải đẹp, hết sức khen ngợi và hứa sẽ về tâu trình lên hoàng đế.
Chờ lâu sốt ruột, hoàng đế đích thân dẫn đoàn tùy tùng tới xem vải của 2 tên lừa đảo. Ngài cũng chỉ thấy 2 tên lừa đảo đang ngồi giả vờ dệt, nhưng chẳng nhìn thấy tấm vải nào trên khung dệt. Hoàng đế nghĩ bụng: "Quái lạ, sao ta chẳng nhìn thấy vải vóc nào, hay là ta không xứng đáng làm hoàng đế ?". Nghĩ vậy nhưng ông không nói ra, và luôn miệng  khen vải đẹp lắm. Tới lượt đoàn tùy tùng vào xem, cũng chẳng ai nhìn thấy vải vóc nào, nhưng không ai dám nói ra điều đó; trái lại, họ đều cất tiếng khen vải đẹp và khuyên hoàng đế hãy lấy vải này may bộ y phục mới để mặc trong cuộc diễu hành sắp tới.
Hoàng đế bèn ra lệnh cho 2 tên lừa đảo lấy vải mới dệt, cắt may cho mình một bộ y phục. Hai tên lừa đảo giả vờ cầm kéo cắt vải rồi cầm kim không xâu chỉ giả vờ may.
Tới ngày lễ hội, hoàng đế tới phòng dệt. Hai tên lừa đảo giơ chiếc quần và chiếc áo dài tưởng tượng lên, chỉ trỏ những nét đẹp do chúng bịa ra và nói: "Bộ quần áo này hết sức đẹp, lại nhẹ như tơ, Ngài mặc vào sẽ có cảm tưởng nhẹ tênh, như không mặc gì trên người". Chúng yêu cầu hoàng đế cởi hết quần áo đang mặc ra, rồi mặc cho ông bộ quần áo mới may.
Hoàng đế mặc bộ quần áo mới hãnh diện đi diễu hành trước các quan và dân chúng đứng chào ở hai bên lề đường. Mọi người đều cất tiếng khen ngơi bộ y phục mới của hoàng đế.
Chợt một đứa trẻ bỗng nói: "Nhưng ông ấy có mặc quần áo nào đâu". Lời nói của đứa bé được truyền tai từ người nọ sang người kia. Cuối cùng đám dân đều hô: "Nhưng ông ấy có mặc quần áo nào đâu".
Hoàng đế tuy biết rằng đám dân này nói đúng, nhưng ông vẫn phải tiếp tục cuộc diễu hành của mình.

## Xuất bản

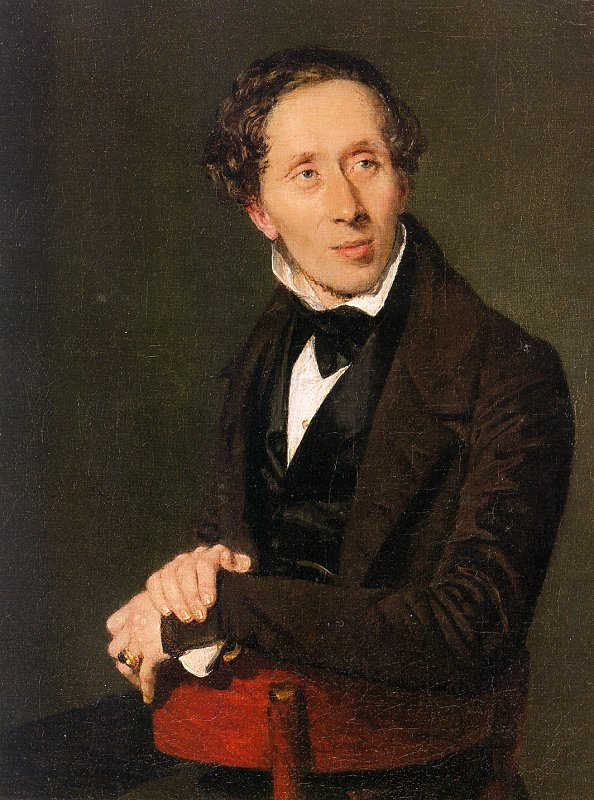
Andersen năm 1836

Truyện "Bộ quần áo mới của Hoàng đế" được Nhà xuất bản "C.A.Reitzel" ở Copenhagen xuất bản lần đầu chung  với  truyện Nàng tiên cá vào ngày 07.4.1837, trong phần thứ ba và cuối cùng của tuyển tập đầu tiên mang tên Eventyr, fortalte for Børn. Første Samling (Truyện thần kỳ kể cho trẻ em. Tuyển tập đầu). Hai phần đầu của tuyển tập được xuất bản trong tháng 5 và tháng 12 năm 1835 và được giới phê bình hơi hoan nghênh.
Andersen đã chờ đợi một năm sau mới xuất bản tiếp phần ba của tuyển tập.

## Những chuyển thể và tham chiếu từ truyện của Andersen

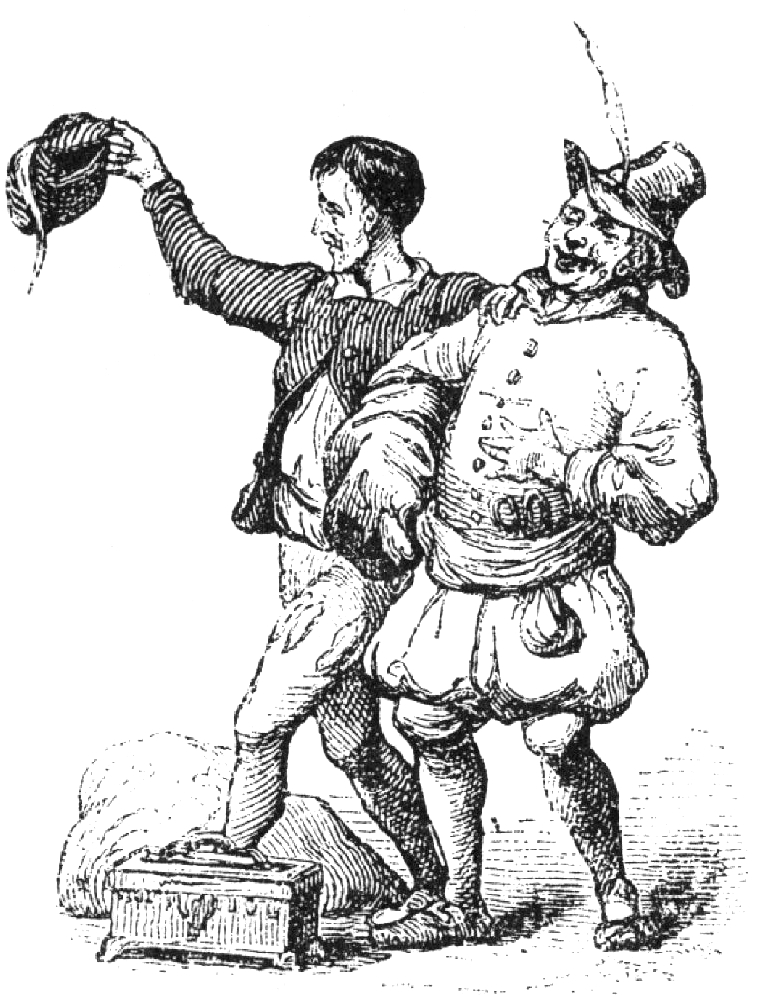
Minh họa của Vilhelm Pedersen

Đã có nhiều chuyển thể sang các thể loại khác như phim, phim hoạt hình, kịch, nhạc kịch, ballet cùng ca khúc khác nhau, và những tác phẩm nhại theo truyện này.

### Phim
- 1961: "Carevo novo ruho" (Bộ quần áo mới của hoàng đế), phim tiếng Croatia dựa trên truyện của Andersen, do Ante Babaja đạo diễn [8].
- 1961: Das Kleid (Bộ quần áo), xưởng phim DEFA, Cộng hòa Dân chủ Đức, do Konrad Petzold đạo diễn[9]
- 1966: The Emperor's New Clothes phim ngắn của Mỹ sản xuất năm 1966, do Bob Clark đạo diễn[10]
- 1994: Des Kaisers neue Kleider (Bộ quần áo mới của hoàng đế), Đức/Cộng hòa Séc/Tây Ban Nha, phim do  Juraj Herz đạo diễn[11].
- 2001: The Emperor's New Clothes, đạo diễn: Alan Taylor(dựa trên tiểu thuyết "Cái chết của Napoleon") của Pierre Ryckmans bút danh "Simon Leys"[12]
- 2006: "Des Kaisers neue Kleider – Mode, Mob und Monarchie" (Bộ quần áo mới của hoàng đế - Thời trang, đám dân hạ lưu và chế độ quân chủ), loạt phim truyền hnh của Die ProSieben Märchenstunde (season 2),  (Đức/Áo)[13]
- 2010: Des Kaisers neue Kleider, phim truyền hình của đài truyền hình ARD, Đức [14]

### Kịch, Nhạc kịch, Opera, Ballet
- 1934: Evgeny Lvovich Shvarts (Евге́ний Льво́вич Шва́рц) của Nga đã viết vở kịch 2 hồi mang tên "Nhà vua trần truồng" (Голый король), dựa trên 3 truyện thần kỳ "Bộ quần áo mới của hoàng đế", "Anh chàng chăn heo" và "Nàng công chúa và hạt đậu" của Hans Christian Andersen[15]
- 1934: Opera "Des Kaisers neue Kleider" (Bộ quần áo mới của hoàng đế) của Hans Lofer tự Rudolf Hindemith (Đức)
- 1947: Nhạc kịch "Des Kaisers neue Kleider" (Bộ quần áo mới của hoàng đế) của Eberhard Werdin (Đức)
- 1953: nhà soạn nhạc György Ránki người Hungary đã viết một bản opera dành cho thiếu nhi mang tên Pomádé király új ruhája (Bộ quần áo mới của vua Pomádé), lấy ý từ truyện của Andersen[16].
- 1955: Opera "Des Kaisers neue Kleider" (Bộ quần áo mới của hoàng đế) của Bertold Hummel (Đức)
- 1963: Ballet "Des Kaisers neue Kleider" (Bộ quần áo mới của hoàng đế) của Kuno Petsch (Đức)
- 1966: Opera  "Cisárove nové šaty"(Bộ quần áo mới của hoàng đế)  của Juraj Beneš, (Slovakia)
- 1968: Nhạc kịch "Des Kaisers neue Kleider" (Bộ quần áo mới của hoàng đế) của Rudolf Mors (Đức)
- 2010: Chicago Shakespeare Theatre (Nhà hát Shakespeare Chicago) đã đặt Alan Schmuckler và Dave Holstein viết một phiên bản nhạc kịch gia đình mới mang tên "Bộ quần áo mới của hoàng đế"[17].

### Ca khúc
- 1980: Ca khúc ""Des Kaisers neue Kleider" (Bộ quần áo mới của hoàng đế) của Reinhard Mey (Đức)
- 1990: Ca khúc "The Emperor's New Clothes" (Bộ quần áo mới của hoàng đế) của Sinéad O'Connor (Ireland)
- 2010: Ca khúc "The Emperor's Clothes" (Bộ quần áo của hoàng đế) của ban nhạc Spock's Beard (Mỹ)
- 2010: Ca khúc  "Kral Ciplak" (Nhà vua trần truồng) của Haluk Levent (Thổ Nhĩ Kỳ)

### Sách
- Năm 1971 giáo sư người Bỉ Pierre Ryckmans, bút hiệu Simon Leys đã viết bài "Les Habits neufs du président Mao" (Bộ quần áo mới của chủ tịch Mao) nhại theo nhan đề truyện "Bộ quần áo mới của hoàng đế" của Andersen, trong loạt tiểu luận về nước Cộng hòa Nhân dân Trung Hoa trong cuộc Cách mạng văn hóa do nhà xuất bản "Champ libre" (Pháp) ấn hành[18].
- Năm 1980 nhà khoa học máy tính C.A.R. Hoare đã sử dụng một truyện nhại mang tên "Bộ quần áo cũ của hoàng đế" để ủng hộ sự đơn giản hóa việc trang điểm cho quần áo hoặc thuật toán phân loại máy tính [19].
- Năm 1985 Jack Herer xuất bản lần đầu quyển The Emperor Wears No Clothes (Hoàng đế không mặc quần áo).  Sách này phát hiện lịch sử việc sử dụng cây gai dầu trong công nghệ qua nền văn minh, mà đỉnh cao là một đợt tuyên truyền ở Hoa Kỳ vào đầu thế kỷ 20. Sách này hiện nay đã xuất bản lần thứ 11[20].
- Năm 2008 Laurent Joffrin viết quyển "Le Roi est nu" (Nhà vua trần truồng)[21] đề cập tới những hạn chế trong việc điều hành kinh tế của tổng thống Pháp Nicolas Sarkozy.

## Sử dụng như một thành ngữ
Câu "Bộ quần áo mới của hoàng đế" đã trở thành một thành ngữ về sự ngụy biện trong Luận lý học  Truyện này có thể giải thích bằng pluralistic ignorance (sự không hiểu của một nhóm người khác nhau). 
Truyện kể về một tình huống mà "không ai tin, nhưng mọi người đều tin rằng tất cả những người khác đều tin. Hay nói cách khác, tất cả mọi người đều không biết gì về việc Hoàng đế có mặc quần áo hay không, nhưng tin rằng mọi người khác đều không phải là không biết.